# Gerd Bahr
Gerd Bahr (* 26. April 1933 in Drochtersen, Provinz Hannover, Freistaat Preußen) ist ein deutscher Lehrer und Autor, der in niederdeutscher Sprache veröffentlicht.

## Leben
Bahr wuchs im Kehdinger Land auf, besuchte in seinem Geburtsort die Volks- und in Stade die Mittelschule. Nach der Schulzeit machte er zunächst eine Lehre zum  Elektriker und arbeitete anschließend in diesem Beruf als Geselle.
Von 1955 bis 1958 folgte ein Studium an der Adolf-Reichwein-Hochschule in Osnabrück. Nach der Zweiten Staatsprüfung im Jahr 1962 übernahm Bahr anfangs eine einklassige Dorfschule auf der Stader Geest. Von 1966 bis zu seiner Pensionierung im Jahr 1993 war er Lehrer und zuletzt Rektor an der Grund- und Hauptschule in Bützfleth.
Privat widmet sich Bahr der Pflege der niederdeutschen Sprache und veröffentlicht plattdeutsche Bücher. Nebenher war er auch kommunalpolitisch tätig und Kreistagsabgeordneter im Landkreis Stade sowie Ratsherr der Stadt Stade.
Gerd Bahr lebt in Stade-Bützfleth.

## Werke
- Lot Di wat vertellen. 14 korte Geschichten. Selbstverlag, Bützfleth 1984
- Wo heet düt und dat op Platt? Kleiner plattdeutscher Sprachführer. Stadtsparkasse Stade, Stade 1985
- Lot Di wat vertellen. Band 2. Nochmol 14 korte Geschichten. Stadtsparkasse Stade, Stade 1986
- So ännert sick de Tieden. Biller, Geschich’n, Riemels un Snacks ut de Kehdinger Gegend. Stadtsparkasse Stade 1987
- Schummertiet. Winter- un Wihnachtsgeschichten, Quickborn-Verlag, Hamburg 1988, ISBN 3-87651-116-X
- Wenn de Sünn höger stiggt. Vörjohrsgeschichten, Quickborn-Verlag, Hamburg 1996, ISBN 3-87651-191-7
- Merrn in koolen Winter. Wihnachts- un Wintergeschichten, Quickborn-Verlag, Hamburg 2001, ISBN 3-87651-238-7
- Dat lütte Wiehnachtsbook; Hrsg.: Gesche Scheller, Autoren: Gerd Bahr, Ines Barber, Hein Blomberg, Reimer Bull, Heike Fedderke, Hans-Jürgen Forster, Irmgard Harder, Christa Heise-Batt, Rudolf Kinau, Dirk Römmer, Gerd Spiekermann und Günter Timm, Quickborn-Verlag, Hamburg 2008, ISBN 978-3-87651-335-5.